# Ernest Joyce

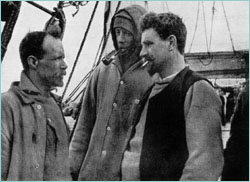
Joyce (rechts) met Frank Wild (links) tijdens de Nimrod-expeditie (1908)

Ernest Joyce (Bognor Regis, 22 december 1875 - Londen, 2 mei 1940) was een Brits poolonderzoeker.

## Biografie
Joyce begon zijn carrière bij de Royal Navy in 1891. In 1901 nam hij deel aan de Discovery-expeditie van Robert Falcon Scott. In 1907 volgde zijn tweede expeditie naar Antarctica. Hij was een lid van de Nimrod-expeditie van Ernest Shackleton die hij nog kende van de Discovery-expeditie. Tussen 1911 en 1914 deed hij onderzoek in Antarctica met een Australisch team onder leiding van Douglas Mawson. Zijn laatste expeditie was de Endurance-expeditie van 1914 tot 1917. 
Na deze laatste expeditie werd hij gehospitaliseerd in Nieuw-Zeeland wegens sneeuwblindheid. Hierdoor was hij onvoldoende geschikt voor een nieuwe expeditie. Bovendien kreeg hij een ernstig auto-ongeval in 1919. In 1923 ontving Joyce de Albert Medaille voor zijn inspanningen om andere expeditieleden het leven te redden tijdens de Endurance-expeditie. Hij overleed in 1940 op 64-jarige leeftijd.